# Kamenitza

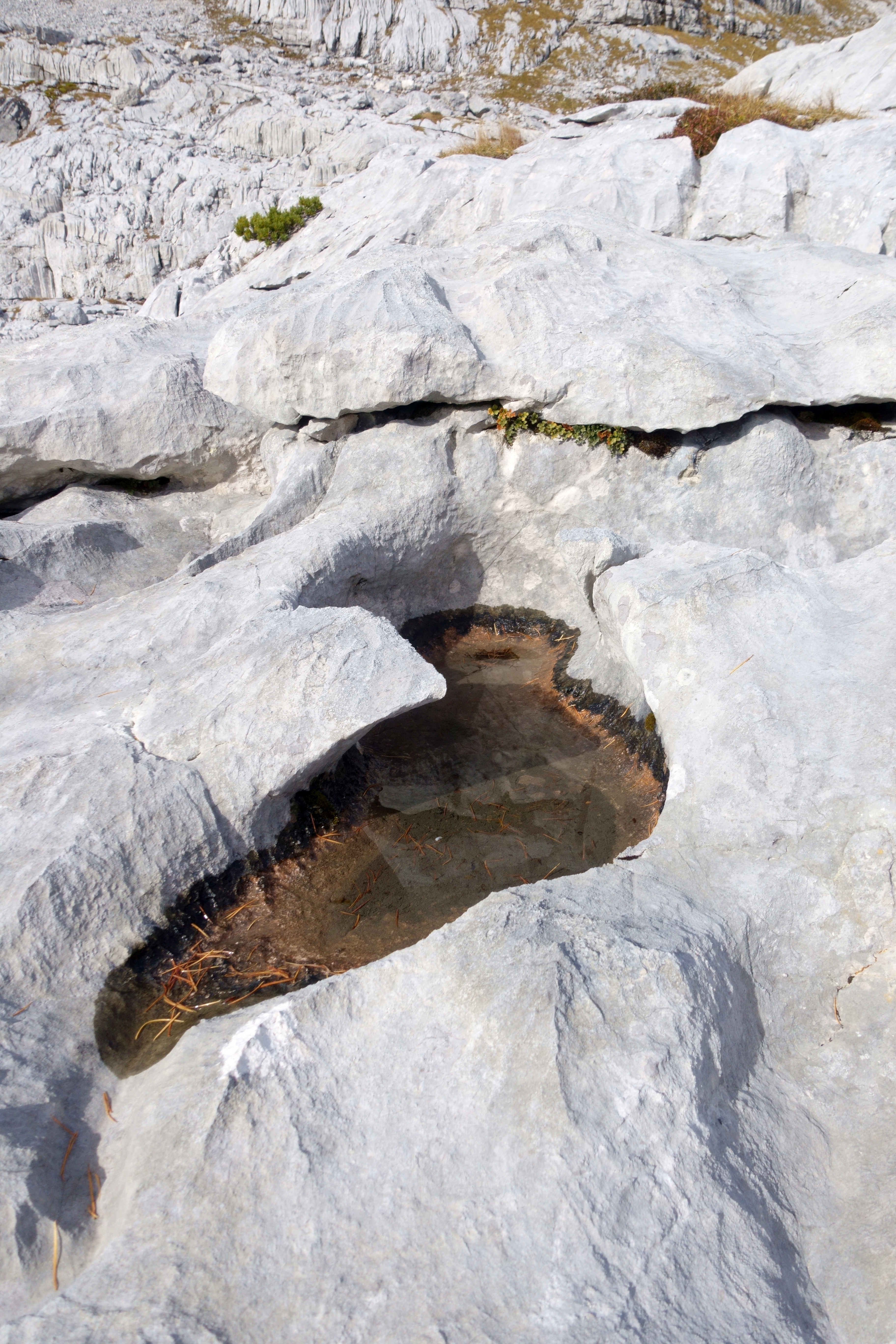
Kamenitza im Dachsteinkalk, In den Karen, Totes Gebirge

Kamenitzas sind beckenförmige Vertiefungen in verkarstungsfähigem Gestein, die durch Kohlensäureverwitterung entstehen. Sie bilden sich meist auf nacktem Kalkstein und sind durch einen flachen Boden und überhängende Seiten gekennzeichnet. Kamenitzas sind Karrenstrukturen zweiter Ordnung.

## Zum Begriff
Der Ausdruck Kamenitza ist slawischen Ursprungs (beispielsweise im Slowenischen kamenica, im Slowakischen und im Tschechischen kamenice), der sich von kamen („Stein“, allgemein Gestein, auch für Fels) herleitet, auch im allgemeineren Sinne (im Sinne von Kiesel), „kámenny“ heißt steinig oder steinern, Geröll (auch úlomky) oder Kies werden im Tschechischen als štěrk bezeichnet. Es bestand nämlich in den Anfängen der Karstforschung die falsche Ansicht, dass diese napfartigen Strukturen durch auf dem Kalkpflaster zurückgebliebene Kiesel oder Gerölle verursacht wurden, wie Kolke oder Gletschermühlen (diese Ansicht wurde noch 1924 von Jovan Cvijić vertreten, dürfte aber allenfalls seltene Ausnahmeerscheinungen darstellen).
Kamenitzas im eigentlichen Sinne, oft auch als Napfkarren oder Lösungswannen, englisch solution cups, solution basins, solution pans bezeichnet, wurden 1924 wissenschaftlich zum ersten Mal von Jovan Cvijić bearbeitet. Ihm folgten viele weitere Autoren wie beispielsweise J.F. Smith und C.C. Albritton 1941, Alfred Bögli 1961, P.W. Williams 1966, D.C. Lowry und J.N. Jennings 1974. Eine vor kurzem erschienene Arbeit stammt von Franco Cucchi.
Napfkarren sind eine der möglichen Erklärungen für Schalensteine und werden daher auch Opferkessel genannt.

## Beschreibung

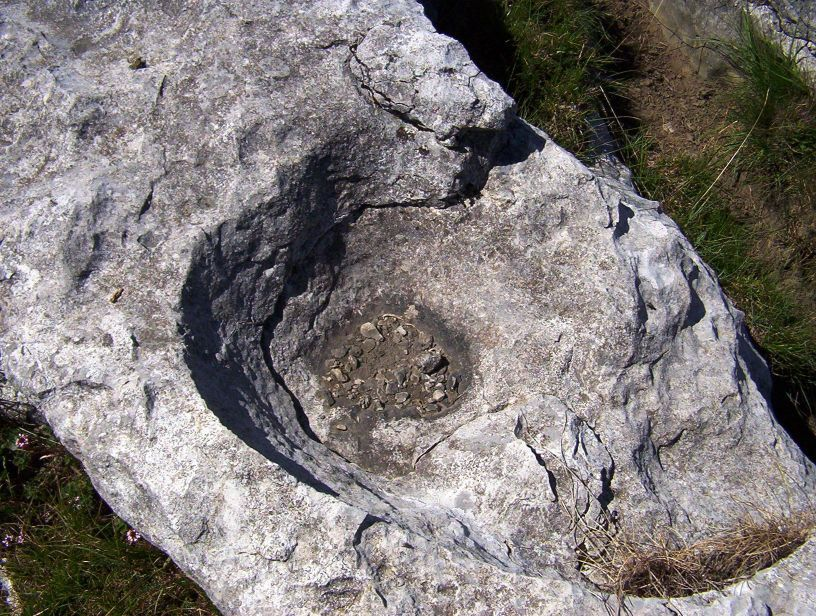
Kamenitza bzw. Opferkessel im Kalk bei Alto de Brenas in Kantabrien

Kamenitzas bilden sich auf flachliegenden oder nur leicht einfallenden, manchmal auch leicht gewellten Felsoberflächen im Karst. Es handelt sich um örtliche Vertiefungen, die periodisch feucht liegen oder mit Wasser gefüllt sind. Die napfartigen Becken sind gewöhnlich 10 bis 40 Zentimeter breit und 1 bis 10 Zentimeter tief. Sie können in seltenen Fällen bis zu 3 Meter breit und 50 Zentimeter tief werden. Extreme Formen erreichen 6 Meter im Durchmesser, aus dem Paläokarst ist sogar ein Beispiel mit 7 Metern bekannt. Ihr Grundriss ist meist kreisförmig bis oval. Größere Kamenitzas sind oft aus zusammenwachsenden kleineren Becken hervorgegangen.
Im Profil betrachtet führt vom Rand meist ein sanft geneigter, leicht konvexer Hang zum flachen Boden. Die Ränder können aber auch vertikal bzw. nach außen geneigt sein und zeigen dann oft einen wulstartigen Überhang. Kreisrunde bis ovale Ränder und abgerundete Profile kennzeichnen gewöhnlich Boden enthaltende Becken. Die Ränder können aber auch im Zentimeterbereich von kleinen, Muschelschalen ähnlichen Eintiefungen (engl. scallops) überprägt werden, von denen gerundete Rillen ausgehen und über den Seitenhang zum flachen Boden verlaufen. Dieser geriefte Typus ist generell bodenfrei, kann aber vereinzelt Moose und Algen enthalten sowie im Küstenbereich eine reichhaltige Flora und Fauna.

## Vorkommen

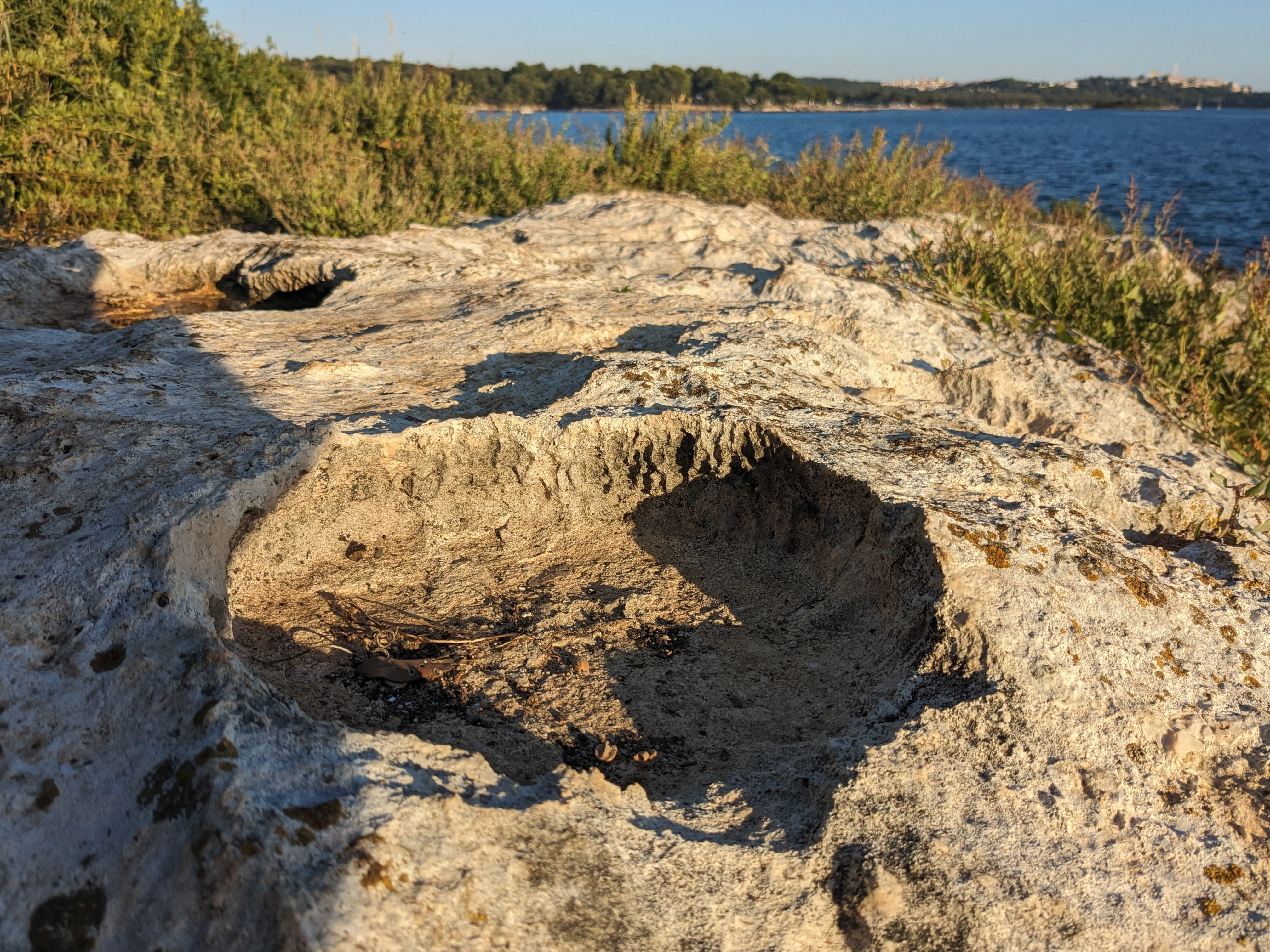
Kamenitza an der Küste in Funtana, Kroatien

Kamenitzas entstehen normalerweise auf Kalkgestein, auf sehr kalkreichen Sandsteinen und auf Dolomiten, zumeist auf dem Festland. An der Küste sind sie im Intertidalbereich (Spritzwasserzone) anzutreffen.
Ähnliche oder analoge Strukturen (Pseudokarren) finden sich auf verwitternden Graniten und Syeniten, auf Basalten, auf Olivindoleriten und auf einigen Sandsteinen (als Beispiel möge der Elbsandstein dienen). Die Vertiefungen können in diesen Gesteinen auch steileren Partien aufsitzen und Boden sowie Pflanzenbewuchs enthalten. Oft bilden sie Gruppierungen, die treppenartig angeordnet sind.
So genannte Pseudokamenitzas treten in Rhyolithen und Ignimbriten auf. Ihre Entstehung ist direkt an knollenartige, mafische Konzentrationen in den Vulkaniten gebunden, welche gegenüber Lösungskorrosion anfälliger sind und daher schneller herauswittern. Die resultierenden Rundformen werden somit in diesem Fall von der petrologischen Textur des Gesteins vorgezeichnet.

## Entstehung

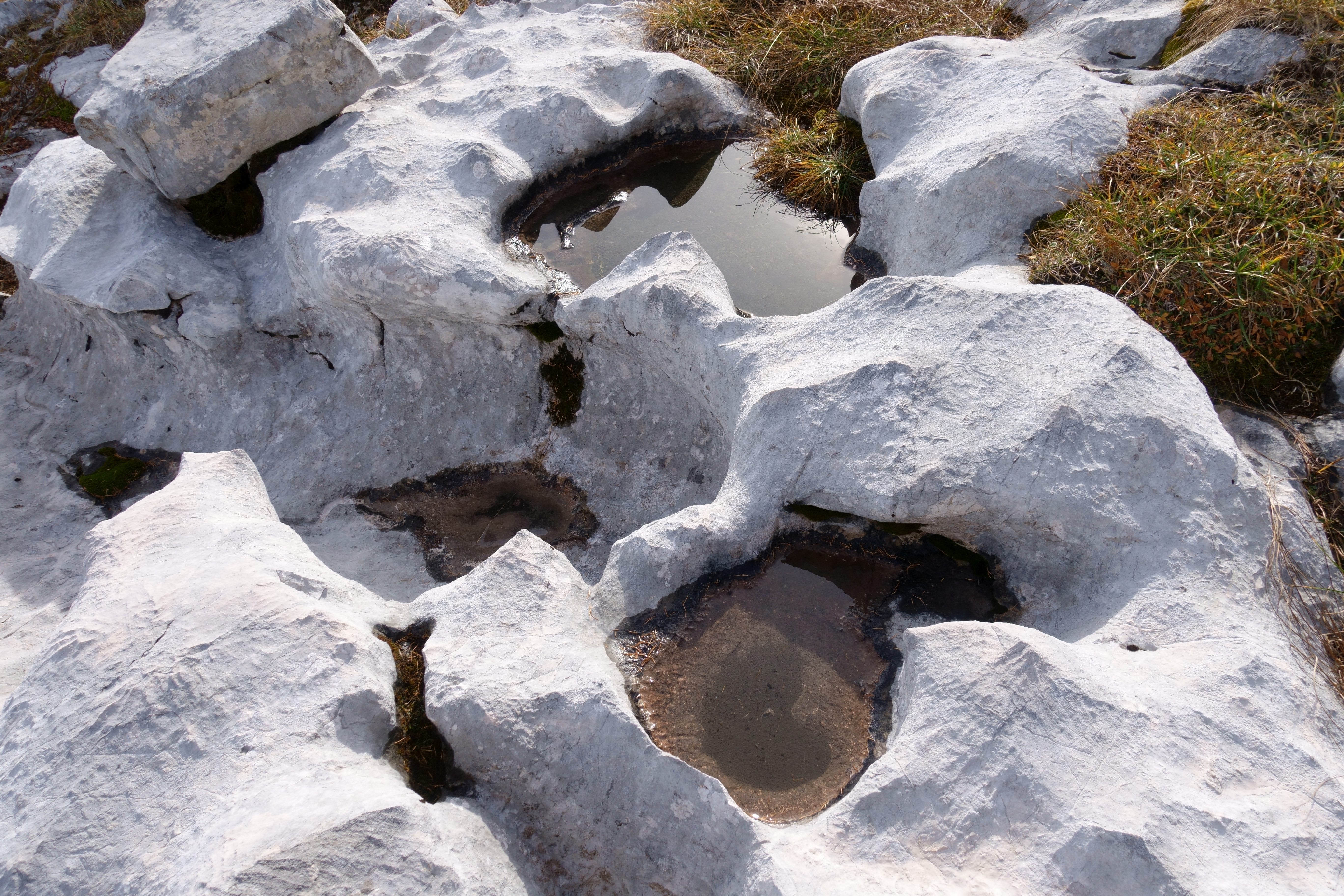
Mit Pflanzen gefüllte Kamenitzas, In den Karen, Totes Gebirge

Kamenitzas oder Napfkarren sind ein Ergebnis oberflächlicher Lösungsverwitterung, bewirkt durch Unebenheiten oder Vertiefungen im Gestein ausfüllendes Wasser. Inwieweit organische, biologische Prozesse hierbei beteiligt sind, ist noch umstritten. Manche Autoren vertreten nach wie vor den Standpunkt rein anorganischer Lösungsprozesse, andere hingegen den eines rein biochemischen, an endolithische Algen gebundenen Vorgangs. Ebenfalls nicht restlos geklärt ist die Frage, ob und in welchem Ausmaß Kamenitzas unter Bedeckung gebildet wurden. Manche Forscher betrachten sie als halb bedeckte geomorphologische Strukturen, deren Entwicklung begann, als sie noch von Erdfetzen und Gesteinsbruchstücken überlagert wurden. Für diese Vermutung spricht die Tatsache, dass Kamenitzas sehr häufig auf geglätteten Felsoberflächen angetroffen werden, deren heutige Undulationen von einem vormals bedeckten Karst geerbt wurden. Erosion und Freilegung des beschützenden Bodens führt dann über statische Korrosion zur Bildung von Kamenitzas und dynamisch zu Strukturen wie Rinnenkarren und Rillenkarren.
Die Lösungskorrosion an den Seiten der Strukturen erfolgt normalerweise mit einer höheren Geschwindigkeit als zur Tiefe hin. Die in der Vertikalen eingeschränkte Lösungsgeschwindigkeit erklärt sich durch die am Boden der Näpfe angesammelten unlöslichen Rückstände wie Gesteinsmehl, durch Wind angewehten Staub und organische Verbindungen. Eine Ausnahme stellen jedoch die zylindrischen bis konischen solution cups in vorwiegend dolomitischen Gesteinen dar, deren Entwicklung vorwiegend zur Tiefe hin voranschreitet. Dies wird durch verstärkte, organisch bedingte Kohlendioxidproduktion in einer untersättigten Lösung in Bodennähe erklärt. Die solution cups ähneln in ihrem Aussehen dabei sehr den Opferkesseln und Lösungswannen in granitischen Gesteinen.
Die Erklärung der mit sekundären Rillenkarren überzogenen Kamenitzas ist problematisch, da die Entstehung von Rillenkarren an fließendes/bewegtes Wasser gebunden ist. Möglicherweise werden in den stagnierenden Becken durch Temperaturunterschiede bedingte Konvektionszellen, eine Taylor-Görtler-Instabilität am konkaven Seitenhang oder vom Wind erzeugte kleine Wellen erzeugt.

### Entwicklungsschema

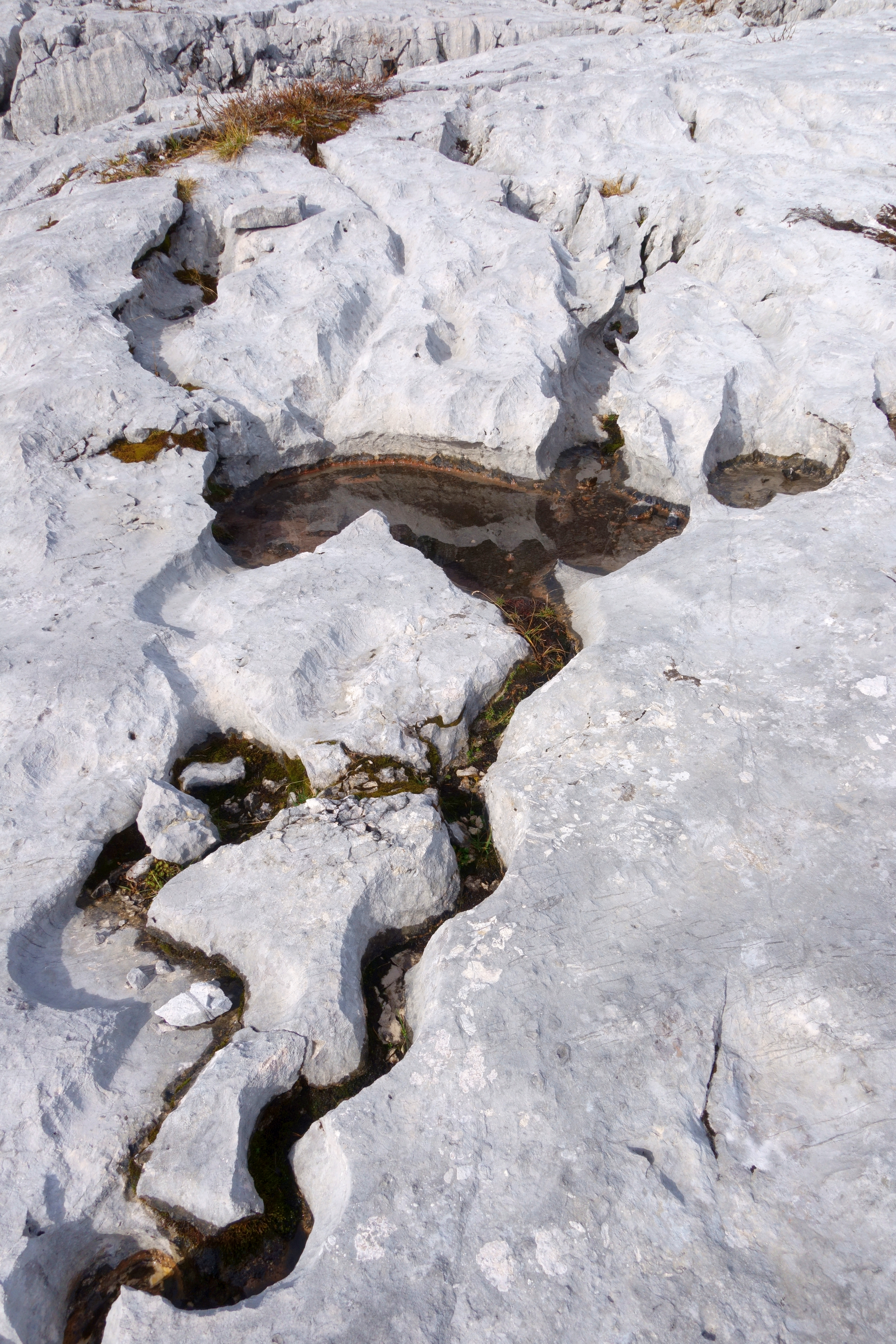
Kamenitza mit Mäanderkarre als Ablauf, In den Karen, Totes Gebirge

Kamenitzas folgen gewöhnlich einem Entwicklungsschema, welches folgende Phasen durchläuft:
- Freilegung der Oberfläche und Bildung der Struktur
- Wachstum
- Degradierung und Verschwinden

Die statische Korrosion akzentuiert nach dem Freilegen der Oberfläche vorhandene Unebenheiten. Wasser kann sich in ihnen akkumulieren und den Korrosionsprozess dann in die Breite fortsetzen, die Struktur wächst. Oft kommt es in diesem Stadium zum Überlauf und zur Bildung einer Abflussrinne, die letztendlich das Bodenniveau der Kamenitza erreichen wird. Während der Verbreiterung und Vertiefung der Abflussrinne senkt sich in der Kamenitza allmählich der Wasserspiegel und eine Mikrokerbe bildet sich am Rand. Diese vergrößert sich, bis der Rand wulstförmig überhängt. Durch Einbrechen der Ränder und weitere Verbreiterung der Abflussrinne endet die Entwicklung. Desgleichen passiert, wenn innerhalb der Kamenitza eine Kluft oder Spalte angetroffen wird, die das stehende Wasser nach innen abfließen lässt.
Der Grundriss der sich entwickelnden Kamenitzas ist von Unstetigkeitsflächen (wie Klüfte, Brüche, Risse, mineralisierte Adern etc.) im Gestein abhängig. Nur in sehr homogenen Gesteinen (wie beispielsweise Mikriten) wird eine mehr oder weniger kreisrunde Form verwirklicht. Ovale, längliche und gestreckte Formen entwickeln sich, wenn Brüche zugegen bzw. dominante oder sich überkreuzende Kluftscharen angelegt sind (Inhomogenitäten im Gesteinsverband steuern somit eine selektive Korrosion). In Bruchzonen entsteht eine höhere Porosität, die wiederum eine erhöhte Permeabilität der korrodierenden Lösung zur Folge hat. Dies bedeutet, dass die seitliche Erosion entlang der Richtung dieser Flächen schneller voranschreitet. Ein nicht zu übersehender Faktor ist ferner die Eindringtiefe der genannten Unstetigkeitsflächen. Die Strukturierung des jeweiligen Gesteins hat somit einen sehr großen Einfluss auf die letztliche Ausgestaltung der Kamenitzas, es können durchaus komplexe, gelegentlich auch mehrphasige Formen resultieren.

### Korrosionsraten
Experimentelle Studien über die Evolutionsgeschwindigkeit von Kamenitzas sind selten. Messungen im klassischen Karstgebiet durch F. Cucchi et al. (1990) ergaben eine Absenkungsrate des Bodens von 0,02 bis 0,03 mm/Jahr – d. h. zur Bildung einer 5 cm tiefen Kamenitza vergehen 1670 bis 2500 Jahre. Bei einem Niederschlag von 1350 mm/Jahr fanden Cucchi et al. in einer späteren Studie im klassischen Karstgebiet eine etwas breiter angelegte Streuung von Absenkungsraten zwischen 0,01 und 0,04 mm/Jahr (d. h. 1250 bis 5000 Jahre im obigen Beispiel). Eine sehr ähnliche gelegene Schätzung im Karst von Lancashire stammt von Rose & Vincent, die einen Wert von 1630 Jahren für 5 Zentimeter Absenkung ansetzen.
Die Korrosionsraten sind lithologie- und gleichzeitig korngrößenabhängig. Sie sind hoch bei Mikriten (Mudstones), Sparite (Rudstones oder Grainstones) nehmen eine Mittelstellung ein und niedrig bei dolomitischen Kalken und kalkigen Dolomiten.